# The White Rose of the Wilds
The White Rose of the Wilds é um filme mudo norte-americano de 1911 em curta-metragem, do gênero drama, dirigido por D. W. Griffith e estrelado por Blanche Sweet.